# Хлодвиг Гессен-Филипсталь-Бархфельдский
Хлодвиг Алексис Эрнст Гессен-Филипсталь-Бархфельдский (нем. Chlodwig Alexis Ernst von Hessen-Philippsthal-Barchfeld; 30 июля 1876 год, Штайнфурт — 17 ноября 1954 год, Бад-Херсфельд) — глава  Гессен-Филипсталь-Бархфельдской ветви Гессенского дома.

## Биография
Хлодвиг — второй ребёнок в семье принца Вильгельма Гессен-Филипсталь-Бархфельдского и его супруги принцессы Юлианы Бентгейм-Штейнфуртской. 
Вырос в городском дворце Ротенбурга-на-Фульде. В 29 лет стал единственным наследником бездетного дяди, ландграфа Алексиса Гессен-Филипсталь-Бархфельдского во владениях Херлесхаузен и Бархфельд. В 1925 году Хлодвиг наследовал своему неженатому и бездетному дяде Эрнсту Гессен-Филипстальскому (1846—1925), последнему представителю ветви Гессен-Филипсталь, и тем самым стал наследником не только его владений в Филипстале, но и фидеикомисса обеих филипстальских линий.
Хлодвиг служил в прусской армии, закончил службу в звании подполковника. Он был кавалером Большого креста ордена Красного Орла с 7 июля 1907 года.
После своей смерти в 1954 году, ему наследовал его старший внук Вильгельм (род. 1933).

## Семья
26 мая 1904 года Хлодвиг женился на принцессе Каролине Сольмс-Гогенсольмс-Лихской, дочери князя Германа. У супругов родилось пятеро детей:
- Вильгельм (1 марта 1905 — 30 апреля 1942), женат на принцессе Марианне Прусской, дочери принца Фридриха Вильгельма Прусского.
- Эрнст Людвиг (15 июля 1906 — 7 мая 1934), женат не был. Детей не имел.
- Ирена (26 ноября 1907 — 29 декабря 1980), в 1934 году вышла замуж за Вальдемара фон Томсена (1891—1977). В 1955 году супруги развелись, но в 1957 году снова заключили брак. Детей у них не было.
- Александр Фридрих (8 июня 1911 — 22 октября 1939), женат не был. Детей не имел.
- Виктория Цецилия (26 октября 1914 — 25 ноября 1998), замужем не была. Детей не имела.

В начале 1930-х годов трое детей Хлодвига (Вильгельм, Александр Фридрих и Виктория Цецилия) вступили в НСДАП. Страдавшего эпилепсией Александра Фридриха 27 сентября 1938 года подвергли стерилизации, он умер спустя год. Старший сын Вильгельм, гауптштурмфюрер войск СС погиб во Вторую мировую.